# Ларрі Еспозіто
Ларрі Еспозіто (англ. Larry W. Esposito, нар. 15 квітня 1951) — американський планетолог, найбільш відомий своїми роботами з планетних кілець і атмосфер, професор лабораторії атмосферної та космічної фізики Університету Колорадо в Боулдері. 

## Біографія
1973 року Еспозіто закінчив Массачусетський технологічний інститут. Потім він здобув ступінь доктора філософії з астрономії в Массачусетському університеті в Емгерсті.
Він був головним дослідником ультрафіолетового спектрографа на борту місії НАСА Кассіні-Гюйгенс, яка відвідала систему Сатурна.

## Відзнаки
- Премія Гарольда Юрі Американського астрономічного товариства (1985)[6]
- Медаль НАСА за виняткові наукові досягнення.
- Премія пам'яті Ріхтмаєра Американської асоціації вчителів фізики та Американського фізичного товариства (1991).